# Penthesilenula repoa
Penthesilenula repoa är en kräftdjursart som först beskrevs av Chapman 1963.  Penthesilenula repoa ingår i släktet Penthesilenula och familjen Darwinulidae. Inga underarter finns listade i Catalogue of Life.